# Henning Weimarck
August Henning Weimarck, född 22 maj 1903 i Hammar, Askersunds kommun, död 12 juni 1980 i Lund, var en svensk botaniker. Auktorsnamnet Weim. kan användas för Henning Weimarck i samband med ett vetenskapligt namn inom botaniken; se Wikipediaartiklar som länkar till auktorsnamnet.
Weimark följde med Thore C. E. Fries och Tycho Norlindh på en expedition till Sydafrika och Sydrhodesia 1928–1931 och disputerade därefter 1934 vid Lunds universitet med en monografi över det afrikanska rosväxtsläktet Cliffortia. Han blev senare professor i botanik vid detta universitet (1950–1969), särskilt systematik, morfologi och växtgeografi. Weimarck och hans medarbetare ägnade, från cirka 1950, flera decennier åt inventering och kartering av den skånska floran. Han invaldes 1950 som ledamot av Fysiografiska sällskapet och 1967 som ledamot av Kungliga Vetenskapsakademien. Henning Weimarck var redaktör för Botaniska Notiser 1938–1949 och 1956–1957.
Hans son Gunnar Weimarck (1936–2021) var, från 1983 till 2000, professor i systematisk botanik och växtgeografi vid Göteborgs universitet och, under samma period, även prefekt vid Göteborgs botaniska trädgård. Henning Weimarck är begravd på Norra kyrkogården i Lund.

## Eponym
Commelina weimarckiana och Cliffortia weimarckii har uppkallats efter Henning Weimarck.

## Verk
- Doktorsavhandling: Monograph of the genus Cliffortia, 1934, Lund: Gleerupska universitetsbokandeln, 229 sidor. Libris 1365221
- Skånes flora, 1963, Bokförlaget Corona, Lund, 729 sidor.
- Atlas över Skånes flora (medförfattare Gunnar Weimarck), 1985, 640 sidor. ISBN 9186344242